# Mortal Kombat 11
Mortal Kombat 11 är ett fightingspel utvecklat av NetherRealm Studios och utgivet av Warner Bros. Interactive Entertainment. Det är den elfte delen i Mortal Kombat-serien och en uppföljare till Mortal Kombat X från 2015.
Mortal Kombat 11 släpptes i Nordamerika och i Europa den 23 april 2019 till Microsoft Windows, Nintendo Switch, Playstation 4, PlayStation 5, Xbox One och Xbox Series X/S. I slutet av januari 2019 rapporterades att Switch-versionen försenades i Europa och släpptes 10 maj 2019. Spelet fick positiva recensioner av recensenter, som berömde dess spelupplägg, berättelse och förbättrade nätkod, men fick kritik för dess mikrotransaktioner.

## Spelbara figurer
Spelet innehåller 25 spelbara figurer. Nya spelbara figurer anges med fetstil.